# 阿氏高背鱨
阿氏高背鱨，為輻鰭魚綱鯰形目脂鱨科的其中一種，為熱帶淡水魚，被IUCN列為瀕危保育類動物，分布於非洲尼日河三角洲流域，體長可達10.7公分，棲息在底層水域，生活習性不明。

## 扩展阅读
維基物種上的相關：阿氏高背鱨